# 犹太医院
犹太医院位于黑龙江省哈尔滨市道里区西五道街36号。2013年被列为第七批全国重点文物保护单位。。
哈尔滨犹太医院于1933年开业，到1939年才完成三层建筑。当时这里曾是哈尔滨的一流医院。目前此处开设哈尔滨市眼科医院。2013年作为哈尔滨犹太人活动旧址群的一部分被列为第七批全国重点文物保护单位。